# Torres El Faro
El Faro Towers (em Espanhol Torres El Faro) é um conjunto de dois arranha-céus edificados na cidade de Buenos Aires, capital da Argentina. Actualmente são as 195º arranha-céus mais altos do mundo, com 170 metros (558 ft), foram construídos em 2003 (Torre 1) e 2005 (Torre 2). Durante os anos de 2004 e 2008, as torres foram consideradas as maiores do país, até serem superadas pelo Le Parc Figueroa Alcorta, concluído em 2009 com 173 metros de altura.